# Pobre de tí
«Pobre de tí» es una canción interpretada por la banda mexicana de rock y ska-pop Tijuana No!, que fue incluida en su álbum de estudio titulado, No. Fue lanzada y publicada en el año de 1990 primeramente por la discográfica Rock and Roll Circus y después regrabada en 1992 por su siguiente discográficas Culebra y BMG Ariola Records.

## Antecedentes
La canción fue escrita por Teca García y la cantante Julieta Venegas. Dicha canción y video les otorgo el premio al mejor video de rock alternativo mexicano, ganando el Premio la Almohada de Oro en Monterrey, Nuevo León. La canción habla fuertemente sobre la impunidad y la corrupción del país.
Con ello, alcanzó fama en el mercado hispanohablante y se convertiría en uno de los clásicos del rock de México.

## Lista de canciones

### CD - Promo[6]
| Pobre de tí — Single |                    |          |  |
| N.º                  | Título             | Duración |  |
| 1.                   | «Pobre de tí»      | 4:37     |  |
| 2.                   | «Fiesta de barrio» | 5:39     |  |

## Posiciones en las listas
| Listas (1992)                             | Posición |
| ----------------------------------------- | -------- |
| Estados Unidos Billboard Hot Latin Tracks | 98       |

## Nominaciones
| Año  | Publicación | País | Lista                                 | Puesto |
| ---- | ----------- | ---- | ------------------------------------- | ------ |
| 2006 | Alborde     | EUA  | 500 canciones del Rock Iberoamericano | 85°    |